# Toto l'ornithorynque
Pour les articles homonymes, voir Toto.
Toto l'ornithorynque est une série de bande dessinée pour la jeunesse, avec des scénarios d'Éric Omond et des dessins et couleurs de Yoann.

## Synopsis
La série raconte les aventures de plusieurs amis qui sont des animaux vivant en Australie : Toto l'ornithorynque, Wawa le koala, Chichi l'échidné, Riri la chauve-souris, Fafa le phalanger volant.

## Création de la série
Les deux auteurs, Éric Omond et Yoann, font connaissance à l'École régionale des beaux-arts d'Angers. Ensemble, ils créent Toto l'ornithorynque et Phil Kaos. Le scénariste s'inspire de « mignons petits animaux » créés par le dessinateur pour une idée de livre pour la jeunesse, qui aboutit finalement en 1997 à une bande dessinée. Ils poursuivent leur collaboration avec d'autres séries comme Ninie Rézergoude ou Paris Strass.

## Personnages
- Toto : un ornithorynque
- Wawa : un koala
- Fafa : un phalanger volant
- Chichi : un échidné
- Riri : une chauve-souris

Personnages sans nom :
- un vieux wombat
- le bandicoot-lapin
- le Bunyip
- le diable de Tasmanie

## Univers
Les aventures de Toto mettent en avant des valeurs positives à destination des plus jeunes, comme l'amitié, la solidarité et l'entraide.
Les traits de Yoann sont réalisés avec une grande douceur et des couleurs pastel chaleureuses, avec un soin particulier pour la matière des pelages et ramages des animaux.

## Albums
- Delcourt, coll. « Jeunesse » :

1. Toto l'ornithorynque et l'Arbre magique, 1997[2].
2. Toto l'ornithorynque et le Maître des brumes, 1998.
3. Toto l'ornithorynque et les Prédateurs, 1999.
4. Toto l'ornithorynque et le Bruit qui rêve, 2001[3].
5. Toto l'ornithorynque et les Sœurs cristallines, 2003.
6. Toto l'ornithorynque au pays du ciel, 2005.
7. Toto l'ornithorynque et le Lion marsupial, 2006.
8. Toto l'ornithorynque et le Dragon bleu, 2017.